# Mbatapuhu
Mbatapuhu is een bestuurslaag in het regentschap Oost-Soemba van de provincie Oost-Nusa Tenggara, Indonesië. Mbatapuhu telt 951 inwoners (volkstelling 2010).